# Rian Johnson

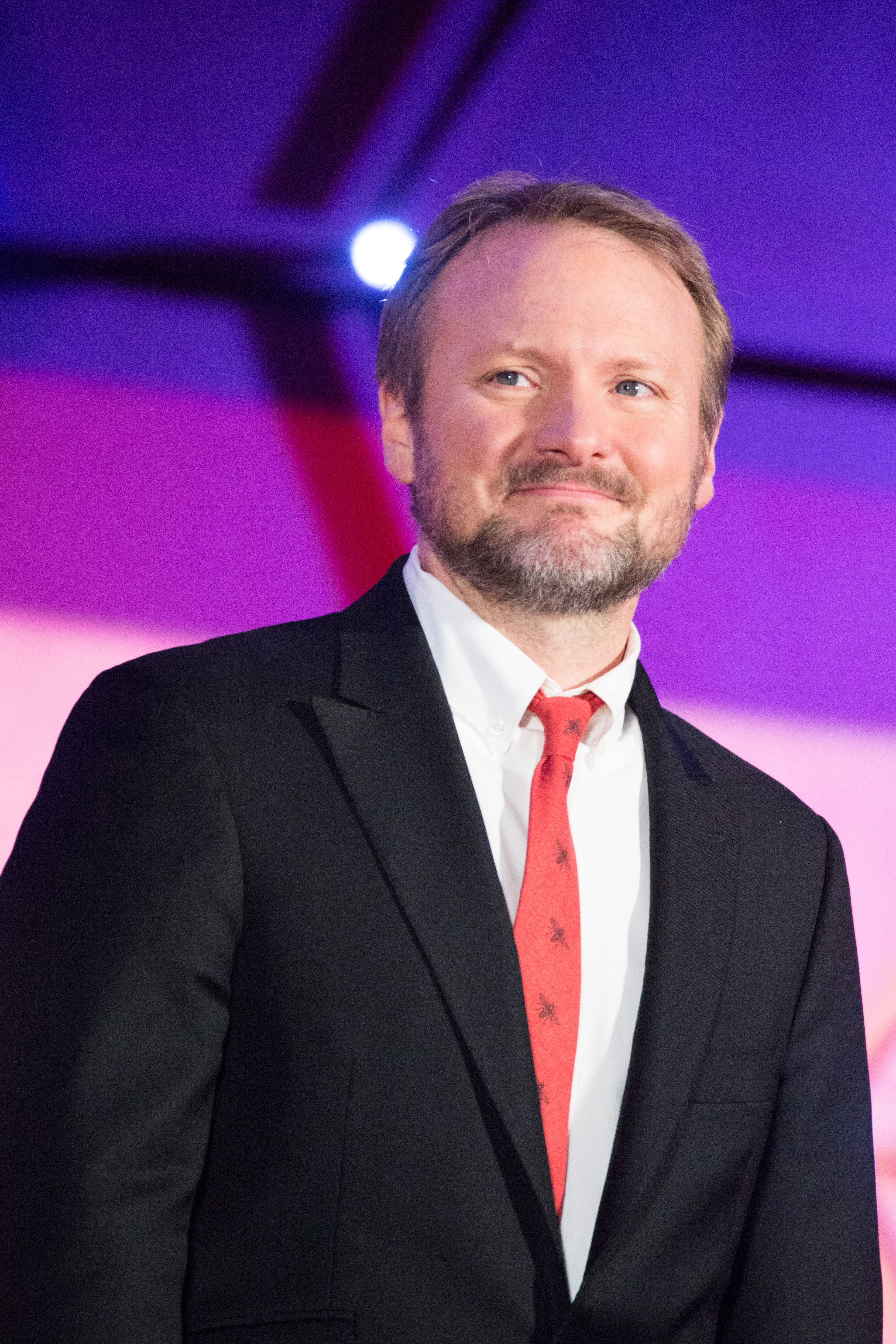
Rian Johnson in Japan, 2017

Rian Craig Johnson (* 17. Dezember 1973 in Silver Spring, Maryland) ist ein US-amerikanischer Filmregisseur, Drehbuchautor, Filmproduzent und Filmeditor.

## Leben
Rian Johnson, geboren in Maryland, wuchs in San Clemente im US-Bundesstaat Kalifornien auf und schloss 1996 an der USC School of Cinematic Arts sein Studium ab.
Johnson ist seit 2018 mit der Filmkritikerin Karina Longworth verheiratet. Johnson hat noch einen älteren Bruder. Sein Cousin Nathan Johnson ist Musiker und Musikproduzent, so schrieb er die Filmmusik für mehrere seiner Filme.

## Karriere
Sein Spielfilmdebüt Brick finanzierte Johnson mit 450.000 $, die er sich von Freunden und seiner Familie lieh. Auf Grund des geringen Budgets drehte er den Film in seiner Heimatstadt San Clemente und wählte als zentralen Punkt des Films die Schule, die er selber in seiner Jugend besuchte. Obwohl sein Drehbuch für Brick von den Studios als zu unkonventionell für ein Erstlingswerk abgelehnt wurde, bekam er für den fertigen Film viel positive Resonanz und gewann u. a. den Special Jury Prize auf dem Sundance Film Festival 2005. Rian Johnson schrieb auch für Brothers Bloom, seinen zweiten Film als Regisseur, das Drehbuch. 2010 führte Johnson erstmals Regie bei einer Folge der Fernsehserie Breaking Bad. Bei seinem dritten Kinospielfilm, dem 2011 entstandenen Actionfilm Looper mit Bruce Willis, konnte er erstmals mit einem großen Budget arbeiten. 2012 und 2013 führte Johnson bei zwei weiteren Folgen von Breaking Bad, den Episoden 51 und Ozymandias, Regie. Für die Regie der Folge 51 erhielt Johnson einen DGA-Award der Directors Guild of America.
Für den Film Star Wars: Die letzten Jedi führte Johnson Regie und verfasste das Drehbuch. Die Dreharbeiten unter seiner Federführung begannen Mitte Februar 2016 und endeten im Juli 2016. Auch bei dieser Produktion arbeitet Johnson wie bei seinen anderen Filmprojekten mit dem Kameramann Steve Yedlin zusammen. Zuvor hatte Johnson einen Cameo-Auftritt in dem Ableger der Star-Wars-Reihe Rogue One.
Am 10. November 2017 wurde von Disney bekannt gegeben, dass Johnson für eine neue Star-Wars-Trilogie verantwortlich sein wird.
Im September 2019 kam sein Film Knives Out – Mord ist Familiensache in die US-Kinos. Der Film war sowohl bei Kritikern als auch beim Publikum ein großer Erfolg und spielte weltweit über 300 Millionen US-Dollar ein. In den Hauptrollen waren Daniel Craig, Ana de Armas und Chris Evans zu sehen. Für das Drehbuch zum Film erhielt Johnson seine erste Oscar-Nominierung. Johnson verantwortete auch die Fortsetzung Glass Onion: A Knives Out Mystery (2022). Im Januar 2023 startete in den Vereinigten Staaten auf dem Streamingdienst Peacock Johnsons erste eigene Fernsehserie Poker Face, für die er das Drehbuch schrieb und in zwei Folgen Regie führte. Im September 2025 wird der von ihm inszenierte Wake Up Dead Man: A Knives Out Mystery beim Toronto International Film Festival seine Uraufführung erleben.

## Filmografie (Auswahl)

### Kurzfilme
- 1990: Ninja Ko, the Origami Master
- 1996: Evil Demon Golfball from Hell!!!
- 2001: Ben Boyer and the Phenomenology of Automobile Marketing
- 2002: The Psychology of Dream Analysis

### Spielfilme
Drehbuch und Regie:
- 2005: Brick
- 2008: Brothers Bloom (The Brothers Bloom)
- 2012: Looper
- 2017: Star Wars: Die letzten Jedi (Star Wars: The Last Jedi)
- 2019: Knives Out – Mord ist Familiensache (Knives Out)
- 2022: Glass Onion: A Knives Out Mystery

Schnitt:
- 2002: May
- 2005: Brick

Produktion
- 2019: Knives Out – Mord ist Familiensache (Knives Out)
- 2022: Glass Onion: A Knives Out Mystery
- 2023: Fair Play (Executive Producer)
- 2023: Amerikanische Fiktion (American Fiction), (Executive Producer)

### Weitere Regiearbeiten
Fernsehserien:
- 2009: Terriers (Fernsehserie, Folge 1x05)
- 2010–2013: Breaking Bad (Fernsehserie, 3 Folgen)
- 2023: Poker Face (Fernsehserie, 2 Folgen, Showrunner)

Musikvideos:
- 2008: Woke Up New, The Mountain Goats
- 2010: The Life of the World to Come, The Mountain Goats
- 2018: Oh Baby, LCD Soundsystem

Werbespot:
- 2020: Pokemon Go Fest[10]

## Auszeichnungen (Auswahl)
Oscarverleihung
- 2020: Nominierung in der Kategorie Bestes Originaldrehbuch für Knives Out – Mord ist Familiensache
- 2023: Nominierung in der Kategorie Bestes adaptiertes Drehbuch für Glass Onion: A Knives Out Mystery

Directors Guild of America Award
- 2013: Auszeichnung in der Kategorie Herausragende Regie – Drama-Serie für Breaking Bad

Writers Guild of America Award
- 2013: Nominierung in der Kategorie Bestes Originaldrehbuch für Looper
- 2019: Nominierung in der Kategorie Bestes Originaldrehbuch für Knives Out – Mord ist Familiensache

Producers Guild of America Awards
- 2019: Nominierung in der Kategorie Bester Kinofilm für Knives Out – Mord ist Familiensache (gemeinsam mit Ram Bergman)

Saturn Award
- 2013: Nominierung in der Kategorie Beste Regie für Looper
- 2018: Nominierung in der Kategorie Beste Regie für Star Wars: Die letzten Jedi
- 2018: Auszeichnung in der Kategorie Bestes Drehbuch für Star Wars: Die letzten Jedi

Sundance Film Festival
- 2005: Auszeichnung mit dem Special Jury Prize für Brick